# Гарольд Норман Мольденке
Гарольд Норман Мольденке (англ. Harold Norman Moldenke; 1909 — 1996) — американський ботанік / таксономіст. Його найбільший вклад був у дослідження Verbenaceae, Avicenniaceae, Stilbaceae, Dicrastylidaceae, Symphoremaceae, Nyctanthaceae, Eriocaulaceae.

## Біографія
Мольденке почав свою кар'єру в Нью-Йоркському ботанічному саду (НЙБС) науковим співробітником і заочним асистентом у 1929 році. Він був асистентом куратора (1932-1937) і куратором (1937-1948) під керівництвом Генрі Алана Глізона (англ. Henry A. Gleason). У 1949 році він був призначений куратором та адміністратором Гербарію. Був членом Вищого факультету, кафедри ботаніки Колумбійського університету з 1936 по 1942 рр. та з 1946–1952 років. Він також викладав курс в НЙБС «Систематична ботаніка для садівників».
1929 року він здобув ступінь бакалавра в Університеті Саскуехани, а також ступінь магістра та доктора наук у таксономічній ботаніці з Колумбійського університету в 1934 році. Його бібліографія у 1977 році налічувала 2584 заголовки, включаючи журнальні статті, лекції, брошури та монографії.

## Вшанування
На честь вченого названі: Antillanthus moldenkei (Asteraceae), Callicarpa moldenkeana (Lamiaceae), Chascanum moldenkei (Verbenaceae).